# Bollandister
Bollandister är ett vetenskapligt sällskap i Belgien som uppkallats efter Jean Bolland. 
Ursprungligen grundades sällskapet av jesuiter, men med tiden har sällskapet även kommit att innefatta filologer och historiker som inte är jesuiter. Sällskapet har sedan tidigt 1600-tal ägnat sig åt studier i hagiografi och kristen helgonkult.
Sällskapet utger sedan 1643 det stora verket Acta Sanctorum, vilken är en samling av alla källskrifter om romersk-katolska helgon.